# کناس
کناس (انگلیسی: Canace)، در اسطوره‌شناسی یونانی شاهزاده خانم تسالی باستان به عنوان دختر پادشاه آئولوس از آئولیا و انارته، دختر دیماکوس بود. گاهی از او به عنوان آئولیس یاد می‌شد.
برادر او ماکارئوس (پسر آئولوس) بود.